# Fire Records
Fire Records est un label discographique indépendant américain, anciennement basé à New York, dans l'État de New York.

## Histoire
Le label est fondé en 1959 par Bobby Robinson. À un certain moment, on a pensé que Fire avait publié le dernier disque 78 tours commercial aux États-Unis. Bien que cela ait été démenti, le label est toujours connu pour ses 78 tours de dernière minute.
Buster Brown est le premier interprète de Fire à entrer dans les hit-parades américains en 1959. Avec le titre Fannie Mae, qu'il a écrit lui-même, il se classe 38e dans le Billboard Hot 100, et atteint la première place dans les Rhythm and Blues Charts. En 1960 et 1962, Brown entre dans les hit-parades avec deux autres titres. Un autre numéro un dans les hit-parades R&B est obtenu en 1960 par Bobby Marchan avec There's Something on Your Mind. Au total, sept titres de Fire sont classés dans les hit-parades américains. Parmi d'autres, Fire Records a produit des artistes comme Lightnin' Hopkins, Liars, Elmore James et Arthur Crudup, Little Ann et Tarheel Slim.

## Discographie notable
- 1959 : Tarheel Slim and Little Ann – It's Too Late (1959)
- 1959 :  Buster Brown – Fannie Mae
- 1959 : Elmore James – Bobby's Rock / Make My Dreams Come True
- 1960 : Elmore James – The Sky is Crying
- 1960 : Elmore James – I'm Worried
- 1960 : Elmore James – Shake Your Moneymaker[2]
- 1962 :  Lightnin' Hopkins – Mojo Hand
- 1962 : Arthur Crudup – Mean Old Frisco
- 1962 : Elmore James – Stranger Blues